# Ludwig Wilhelm von Schorlemmer
Ludwig Wilhelm von Schorlemmer, także jako Schorlemer (ur. 1695 w Hesji; zm. 14 maja 1776 w Berlinie) – pruski generał, szef 6 Staropruskiego Regimentu Dragonów, kawaler najwyższego pruskiego orderu wojskowego Pour le Mérite.

## Życie
Za królewskim przyzwoleniem poślubił Annę Gertrudę Langen (1700-1779). Mieli dwóch synów i dwie córki:
- Ludwig Wilhelm (* 1728 w Salzwedel; † ?)
- Anna Katharina Luise (* 1731; † 14 czerwca 1777 in Berlin) pochowana w kościele garnizonowym
- Juliane Sophie (* 1731; † 28 lipca 1787 w Berlinie) pochowana w kościele garnizonowym
- Johann Ludwig (* 1732; † ?)

Podczas wojny siedmioletniej wziął czynny udział w kilku bitwach, m.in. w bitwie pod Kunowicami (12 sierpnia 1759).
W 1760 zakończył służbę wojskową i osiadł w Berlinie, gdzie zmarł 14 maja 1776 r.